# Diana Raznovich
Diana Raznovich (Buenos Aires, 12 de mayo de 1945) es una escritora, dramaturga y humorista gráfica argentina, exiliada en España desde 1976.

## Datos biográficos
Sus abuelos paternos emigraron a Argentina desde la Rusia zarista en 1905, mientras que sus antepasados maternos llegaron de Viena en 1922. Su padre, Marcos Raznovich (1916-1973), era pediatra; su madre, Bertha Luis Schrager Rothschild (1924-2004), era dentista.
Raznovich estudió literatura en la Universidad de Buenos Aires. Se le otorgó una Beca Guggenheim. Sus obras han sido representadas en América y Europa; destaca también como humorista gráfica.
En 1976, durante la Dictadura militar argentina, con la desaparición de su primer esposo —Ernesto Clusellas (1944)— se exilió en España, donde permaneció hasta 1981. En 1983 se divorció de su segundo marido, Hugo Urquijo.
En 1986 participó del primer Mitominas: Mitominas I. Un paseo a través de los mitos, en la Ciudad de Buenos Aires, evento multidisciplinar considerado la primera exposición feminista que se realizó del 7 al 30 de noviembre en el  espacio  del  Centro  Cultural Ciudad  de Buenos Aires  (hoy  Centro  Cultural  Recoleta), bajo la coordinación general de Monique Altschul.
Regresó a España entre 1988 y 1993 y a Argentina entre 1994 y 2000. Participó del filme documental País cerrado, teatro abierto estrenado en 1990. Integra la junta directiva de Argentores en el Consejo de Teatro.
En 2022 Raznovich realizaba una exposición gráfica humorística en la ciudad española de Palma de Mallorca. En una de sus viñetas criticaba el machismo del estamento judicial español. Ante las quejas del Tribunal Superior de Justicia de las Islas Baleares, la ministra de Justicia, Pilar Llop, y el presidente del Tribunal Supremo y del Consejo General del Poder Judicial (CGPJ), Carlos Lesmes, que consideraron que la imagen de la justicia es lamentable, falsa y estigmatizante, el Gobierno balear tomó la decisión de retirar la viñeta de la exposición. Este hecho ha sido considerado como censura por la autora que reclamó su restitución y aseguró que haberla retirado «sienta un precedente peligroso».
Actualmente reside en España.

## Publicaciones

### Diario
Desde el 23 de septiembre de 2012 publica su tira Donatela en la contratapa del diario Clarín, en reemplazo de Clemente, del fallecido Caloi.

### Libros de humor gráfico
- Sopa de Lunares, ed Hotel Papel. Madrid: 2008.
- Mujeres Pluscuamperfectas, ed Hotel Papel. Madrid: 2010.
- Divinas y Chamuscadas, ed Hotel Papel. Madrid: 2011.
- Cables pelados. Buenos Aires: 1987.

### Teatro hispanoamericano
- Casa Matriz; Jardín de Otoño; De atrás para adelante; De la cintura para abajo. Obras de teatro de Diana Raznovich. Casa de América. Madrid: 2001.
- Actos desafiantes: Defiants Acts. 4 obras de Diana Raznovich. Ed bilingüe inglés-castellano. Bucknell University Press. Estados Unidos.
- Desconcierto. In Teatro abierto. Buenos Aires: 1992, 315–322.
- Jardín de otoño. Buenos Aires: 1985.
- Lost Belongings. Contemporary Argentine Jewish Drama: A Critical Anthology in Translation, Lewisburg, PA: 1996.
- Mater erótica. Barcelona: 1992.
- Para que se cumplan todos tus deseos. Madrid: 1988.
- Paradise y otros monólogos. Buenos Aires: 1994.
- Teatro completo de Diana Raznovich. Buenos Aires: 1994.
- Tiempo de amar y otros poemas. Buenos Aires: 1963.